# ساروخان (کرمانشاه)
ساروخان، روستایی از توابع بخش مرکزی شهرستان جوانرود در استان کرمانشاه ایران است؛ که روستا به نام شخصی به اسم ساروخان می‌باشد و بعدها جزومالکیت عبدالرحمان بیگ وکیل جوانرود، فرزندعبدالکریم بیگ قرارداشته است.

## جمعیت
این روستا در دهستان پلنگانه قرار دارد و براساس سرشماری مرکز آمار ایران در سال ۱۳۸۵، جمعیت آن ۱۵۲ نفر (۳۱خانوار) بوده‌است.